# Docteur Octopus
 (avril 2022).
- Si vous ne connaissez pas le sujet, laissez ce bandeau (vous pouvez alors contacter les auteurs).
- Si vous supprimez le contenu mis en cause (vous pouvez préalablement contacter les auteurs),

argumentez précisément cette suppression dans la page de discussion
(un manque de référence n'est pas un argument ; une recherche réelle de référence doit avoir été effectuée, être formellement documentée).
 (avril 2022).
Otto Octavius, alias le Docteur Octopus (« Doctor Octopus » en VO), surnommé Doc Ock en abrégé, est un super-vilain évoluant dans l’univers Marvel de la maison d'édition Marvel Comics. Créé par le scénariste Stan Lee et le dessinateur Steve Ditko, le personnage de fiction apparaît pour la première fois dans le comic book Amazing Spider-Man #3 en juillet 1963.
À partir de décembre 2012, il est le personnage principal de la série The Superior Spider-Man sous l’identité de Superior Spider-Man. Il apparaît ensuite en tant que Superior Octopus à partir de The Amazing Spider-Man (vol. 4) #25 en mai 2017.

## Biographie du personnage

### Origines et parcours
Fils d'une mère étouffante et d'un père brutal, Otto Octavius grandit dans la ville de Schenectady, dans l'État de New York. Son père, un ouvrier d'usine, battait régulièrement le jeune Otto ainsi que son épouse Mary Lavinia. Terrifié par son père, Otto fut un enfant, puis un adolescent renfermé, timide et craintif. Ce caractère fut renforcé par l'attitude surprotectrice de sa mère, qui le poussait à ne pas devenir comme son père, et en même temps, à travailler avec ardeur à l'école pour pouvoir aller à l'université. Otto fut donc un élève modèle et travailleur, aux notes irréprochables. La mort accidentelle de son père, lors d'un incident à l'usine, ne fit que renforcer sa détermination à se plonger dans les études d'une manière obsessionnelle et plus particulièrement vers les Sciences.
Au cours de ses études, il finit par sortir avec une jeune chercheuse, envisageant de demander à la jeune femme de l'épouser. Lorsque sa mère éclata de rage en écoutant Otto lui annoncer son prochain mariage, celui-ci, pour plaire à sa mère, rompit brutalement avec Mary-Alice. Peu après, il découvrit que sa mère fréquentait à son tour un bibliothécaire et envisageait, elle aussi, de se remarier. Furieux, il se disputa avec elle, lui reprochant son comportement des années passées, et, involontairement, provoqua chez elle un infarctus qui s'avéra fatal. Totalement seul désormais, Otto se replongea encore plus dans ses recherches.
Brillant atomiste, Otto Octavius avait imaginé un harnais thoracique auquel étaient fixés quatre tentacules métalliques lui permettant de manipuler de dangereuses substances radioactives à distance. Au cours d'un accident de laboratoire, il se produisit une explosion de liquides radioactifs et le savant fut irradié. Le harnais se souda alors à sa peau et fut relié à son système nerveux. Octavius constata alors qu'il pouvait manœuvrer mentalement ses bras artificiels. Au fil des années, il acquit un contrôle de plus en plus grand sur eux : il est maintenant capable de les diriger même s'ils sont séparés du harnais. C'est un ennemi coriace, que Spider-Man a affronté à maintes reprises, avec plus ou moins de succès.
Lors de leur première rencontre, le Docteur Octopus surclasse Spider-Man, le jetant par la fenêtre. À la suite de cette défaite, Spider-Man envisagea de finir sa carrière héroïque, mais fut convaincu du contraire par la Torche humaine, et finalement vainquit le Docteur Octopus. Après avoir effectué sa peine de prison il devient indirectement responsable de la mort du frère de Betty Brant, Bennett Brant, tué par le gangster Blackie Gaxton.
Après un nouvel affrontement avec Spider-Man, où il le démasqua mais refusa de croire que son ennemi n'était qu'un adolescent, le Dr Octopus rassembla d'autres ennemis du héros pour former les Sinister Six (avec Electro, l'Homme-Sable, Kraven le Chasseur, Mystério et le Vautour) dans l'espoir de vaincre le héros. Il décida d'enlever Betty Brant, sachant que Spider-Man était venu auparavant à sa rescousse et agirait probablement de même une seconde fois. May Parker, en visite alors chez Betty, fut également capturée. En effet, si Octavius a croisé May à plusieurs occasions (il l'a kidnappée plus d'une fois et a même un temps habité chez elle), il s'est par la suite, conduit à chaque fois comme un homme galant et aimable, si bien que May a fini par l'apprécier.
Docteur Octopus a développé ensuite la capacité d'activation de ses bras mécaniques à distance, et les a utilisés pour se libérer de prison. Sa bataille résultante avec Spider-Man a abouti à la mort du Capitaine George Stacy. Docteur Octopus plus tard menait une guerre des gangs avec Hammerhead. Il tenta de se marier à May Parker afin d'acquérir une île avec une centrale nucléaire dont elle avait récemment hérité sans le savoir. Doc Ock échappait à la mort lorsque l'île a été détruite, et a commencé une vie comme une personne sans-abri. Il a ensuite lutté contre le « fantôme » de Hammerhead, et a été en mesure de lui rendre sa forme humaine et de le vaincre après une alliance temporaire avec Spider-Man.
Il est mort assassiné par Kaine, alors qu'il venait de sauver la vie de l'Araignée. Quelques mois après, la Rose (alias Jacob Conover), un chef de gangs de New York, forma une alliance avec les Vrais Croyants, un culte oriental lié à la Main, et, ensemble, ils utilisèrent les techniques mystiques de la secte pour ressusciter Otto Octavius et en faire leur serviteur. Au cours de la cérémonie, ils comptaient utiliser l'énergie vitale de Spider-Man pour ramener Doc Ock, mais, celui-ci leur ayant échappé, Stunner décida de se sacrifier pour ramener son amant. À peine Otto était-il revenu à la vie, que Carolyn Trainer utilisa les schémas mentaux du Maître Programmeur pour lui rendre sa personnalité et ses souvenirs. Après lui avoir restitué ses tentacules, ils prirent alors la fuite, prêts à mener leurs propres projets. Cependant, l'expérience fut suffisamment traumatisante pour que le Dr Octopus perde le souvenir de l'identité de Spider-Man. Après avoir rendu visite à Angelina Brancale, désormais plongée dans un coma irréversible en lui ayant offert son énergie vitale, Otto disparut quelque temps de la circulation, probablement pour récupérer et mettre au point de nouveaux plans.
Se séparant de Carolyn Trainer, il recruta Charlotte Witter, petite-fille de la voyante Madame Web, et en fit une nouvelle Spider-Woman, l'aidant à acquérir les capacités des deux femmes qui avaient porté ce nom, Jessica Drew et Julia Carpenter. Mais lorsqu'ils s'attaquèrent à la dernière Spider-Woman en date, la jeune Mattie Franklin, ils durent combattre Spider-Man. Au cours de l'affrontement, Witter fut vaincue et Franklin récupéra les pouvoirs volés, augmentant les siens. Otto et Witter tentèrent une nouvelle fois de s'emparer des pouvoirs de Mattie Franklin, mais furent défaits à nouveau. Abandonnant sa nouvelle partenaire, il s'attaqua à Spider-Man, avant de reconstituer les Sinistres Six. Mais cette fois, c'est Venom qui provoqua la dissolution du groupe quand il se retourna contre ses partenaires, blessant sérieusement l'Homme-Sable. Cherchant un nouvel allié, Otto s'associa avec Fusion et, ensemble, ils attaquèrent de nouveau Spider-Man mais Doc Ock se retourna contre son partenaire, le battant à mort avant d'être vaincu lui-même par le Monte-en-l'air. Quelques semaines plus tard, il combattait de nouveau Spider-Man, alors en visite sur la côte ouest pour se réconcilier avec son épouse, Mary-Jane. Adoptant un nouvel uniforme et après avoir modifié ses tentacules, le Dr Octopus, revenu à New York, tenta d'obliger Spider-Man à révéler son identité en public en prenant des otages, menaçant de les tuer si le tisseur ne lui obéissait pas ; le héros rusa, cachant son visage derrière un second, ce qui permit à la police new-yorkaise de libérer les otages en profitant de la stupeur d'Otto. Au cours du combat qui opposa alors les deux vieux adversaires, Spider-Man battit Octavius et l'abandonna aux forces de police. Otto fut une nouvelle fois vaincu peu après par Spider-Man et Invincible.
Pendant ce temps, à Ryker's Island, le Docteur Octopus s'évade de sa chambre après avoir appris l'évasion de Norman Osborn, qu'il est programmé pour tuer. Alors que le deuxième round commence entre les deux vilains, un éclair est attiré par le planeur et les tentacules métalliques : la foudre les frappe de plein fouet et provoque leur chute dans le fleuve. Octopus est repêché et emprisonné, mais il n'a aucun souvenir de sa programmation ni carrément des deux derniers mois. Par contre, aucune trace du Bouffon.

### Civil War
Au début de Civil War, Doc Ock organisa une nouvelle incarnation des Sinister Six mais elle fut rapidement vaincue par Captain America et ses Secret Avengers. Cependant, le Dr Octopus réussit à leur échapper. Ainsi, peu après avoir révélé son identité en direct à la télévision, Spider-Man fut une nouvelle fois attaqué par le Dr Octopus, furieux d'avoir été vaincu aussi souvent par celui qui n'était à ses débuts qu'un adolescent. Doc Ock s'attaqua au lycée où enseignait Parker, menaçant de blesser les enfants s'il ne se montrait pas. Le héros intervint naturellement et profita de la diversion offerte par un de ses élèves pour assommer Octopus. Celui-ci fut arrêté et intégré alors dans l'armée des Thunderbolts. Quelques semaines plus tard, Spider-Man le contacta dans l'espoir de trouver un remède pour May Parker, hospitalisée après avoir été blessée par balle ; vraisemblablement, Otto ne put fournir aucune aide au héros.
Plus tard, il est révélé qu'Otto Octavius est mourant. Désespéré, il réussit à échanger de corps avec Spider-Man. Peter Parker, prisonnier dans le corps de Otto Octavius, ne parvient pas à récupérer son corps original et meurt après avoir transmis ses valeurs et ses souvenirs à son ancien rival : maintenant qu'il a hérité des responsabilités et du corps de Peter Parker, Otto Octavius considère qu'il est supérieur à Peter Parker et il sera un meilleur super-héros que ce dernier.

### Mourant
Docteur Octopus est en train de mourir, souffrant des conséquences des dommages subis par son corps tout au long de sa carrière de vilain. En tant que tel, il devient de plus en plus déprimé et effronté dans ses plans contre Spider-Man, améliorant son corps affaibli à l'aide de la technologie et en essayant d'exercer un contrôle sur New York avec l'aide de ses Octobots nouvellement créés. Il vise aussi agressivement May Parker (coupable d'épouser le père de J. Jonah Jameson, Sr.) et les alliés de Spider-Man, jurant vengeance lorsqu'il est arrêté.
Dans ses tentatives désespérées pour prolonger sa vie, Otto Octavius reforme les Sinister Six, souhaitant acquérir le fils à naître de Menace (en) (Lily Hollister), devenant capable de synthétiser une souche pure du sérum du Bouffon, uniquement pour être contrecarré à nouveau par les efforts de Spider-Man et la conscience coupable du Lézard, rallumant son amertume envers son ennemi, mais en gagnant une reconnaissance réticente de ses capacités. Octopus et Spider-Man continuent de croiser leurs chemins au cours des mois suivants, avec les Avengers et les Quatre Fantastiques luttant contre une nouvelle itération des Sinister Six et le Docteur Octopus envoyant un Octobot à distance dans la navette de John Jameson.
Otto tourna alors son attention vers Tony Stark, se rappelant leurs anciens différends des années auparavant ; il fit kidnapper Tony, tandis qu’il prenait en otage ses nouveaux associés par l’intermédiaire de ses Sinister Six. Se souvenant des moqueries de Tony des années plus tôt, Otto le mit au défi de lui trouver un remède, sous la menace d’une bombe nucléaire. Stark réussit à lui échapper néanmoins, tandis que Pepper Potts libérait les otages grâce à son armure de Rescousse. Le Dr Octopus prétendit de son côté n’avoir enlevé Stark que pour prouver son incapacité à désamorcer la bombe et donc son infériorité intellectuelle devant lui.
Ses tentatives pour prolonger sa vie pourtant, ne font pas obstacle à un plus vaste, sinistre plan dans lequel le Sinister Six lutte contre l'Académie des Vengeurs pour une pièce de la technologie de Hank Pym, la Future Foundation pour une pièce de la technologie de Reed Richards  et la Intelligencia pour le Zero Cannon, une puissante arme anti-gravité, révélant plus tard avoir gagné quelque chose d'utile de sa première incursion dans la navette de John Jameson. Toute cette préparation minutieuse s'est concrétisée au cours de l'arc narratif Fins du monde, où sont utilisées les pièces apparemment incompatibles des technologies volées à construire un réseau de satellite, la Octavian Lens, en mesure de modifier le climat de la planète en améliorant ou en étouffant les rayons solaires.
Au début, le Docteur Octopus affirme avoir une intention bienveillante, voulant mettre un terme à l'effet de serre en échange de gratitude et de reconnaissance, mais il est bientôt exposé par Spider-Man (amélioré avec la nouvelle technologie construite par les Horizon Labs), la Veuve noire et Silver Sable, et son véritable plan (immoler une grande partie de la population entière pour empêcher quiconque de survivre sa mort imminente, les survivants se souvenant de lui dans la peur et la crainte perpétuelle) est mis à jour. Jouant sur son ego, Spider-Man réussit à le bloquer, en rappelant que, même s'il a réussi à voir quelques-uns survivre à un chauffage drastique de l'ensemble de la Terre, les survivants auraient probablement des lésions cérébrales, donc, incapables de se souvenir de leurs actes. Ensuite, il le défait brutalement, en représailles à la mort de Silver Sable, ouvertement moqueur et réprimandant ses efforts en affirmant que, en raison de la destruction de l'Octave Lens et sa santé déclinante, il va maintenant mourir seul, oublié et sans héritage.
Même la captivité et l'incarcération sont incapables d'arrêter Otto Octavius. Depuis que Spider-Man fut contraint d'accéder à plusieurs reprises à l'intelligence collective des Octobots des mois précédents (lors du crossover Spider-Island (en)) il a donné à son insu à Octopus, un accès illimité à son esprit et comme tel, il devient capable de programmer un seul Octobot seul pour échanger leur modèles mentaux. Octopus est maintenant dans le corps de Peter Parker et accède à la mémoire de son ennemi, mais avec aucun de ses contenus sur les restrictions de vivre sa vie civile et de la planification de son avenir alors que son ennemi est maintenant pris au piège dans son corps agonisant.
Peter assemble une nouvelle, plus récente itération des Sinister Six avec la tâche de capturer "Spider-Man" et de le garder en vie dans une tentative de renverser l'échange des esprits. Toutefois, le soutien de vie portable du Piégeur peut donner à Peter seulement sept cent minutes à vivre. Dès lors, Peter antagonise ouvertement "Spider-Man". Alors que la tentative de Peter pour récupérer son corps ne réussit pas, il est capable d'imprégner son ennemi avec ses souvenirs et les mêmes valeurs avant de mourir dans le corps mutilé d'Octavius. Affolé, Octavius (dans une subite poussée d'empathie pour son ennemi juré) s'engage à se détourner de l'infamie et accepte la dernière volonté de mourir de Peter d'avoir un Spider-Man pour protéger New York. Otto affirme qu'il détient désormais la force physique et les bonnes valeurs incarnées par Spider-Man, mais aussi l'ambition démesurée et l'esprit scientifique du Docteur Octopus.

### Otto Octavius, le « Superior Spider-Man »
Possédant le corps de Spider-Man, Otto Octavius commence sa nouvelle carrière de héros par la refonte de son équipement, et à mettre son passé de vilain derrière lui. Cependant, il se retrouve bientôt être la cible de plusieurs vilains, notamment un Homme aux échasses amélioré avec la technologie du Docteur Octopus, Boomerang, Overdrive (en), Shocker, Speed Demon, la version féminine du Scarabée, le Cerveau vivant (en) et de tous ceux essayant de reprendre la place laissée par l'apparent décédé Docteur Octopus et ses Sinister Six.
Bien que les ennemis d'Octopus ne soient pas de taille face au nouveau et plus impitoyable Spider-Man, la violence et ses nouvelles manières commencent à alerter plusieurs des amis et proches alliés de Peter Parker, notamment de l'ensemble du personnel de Horizon Labs, de Daredevil, de Wolverine (qui est explicitement interdit d'avoir l'esprit de Spider-Man balayé par télépathie sous la menace d'une action en justice), de Mary Jane Watson et de Carlie Cooper (en). Il est révélé plus tard que l'esprit de Peter est toujours actif, caché quelque part dans la psyché d'Octopus, celui-ci se promettant de reprendre le contrôle de son corps avant qu'Octavius ne puisse aller trop loin avec ces ennemis (Octopus bat Boomerang presque à mort, jusqu'à ce que la conscience de Parker ne le retienne) ou même avec Mary Jane.
Avec le corps de Parker, Otto continue de sortir avec Mary-Jane, avec l'intention de devenir plus intime ; il lui fait des avances, mais est rejeté à chaque fois par celle-ci. Enfin, à cause de sa frustration, il revit les souvenirs de Peter avec MJ, ce qui exaspère Peter. Après qu'un des Spider-Bots de Otto détecte Mary Jane en danger et la sauve du gang de Vulture, Mary Jane se décide à l'embrasser mais Otto l'arrête car, commençant à développer de véritables sentiments pour elle, il veut la protéger des ennemis de Spider-Man. Cela surprend Mary Jane (et Peter), Otto disant à MJ qu'il met fin à leur relation en lui conseillant de tourner la page, mais promet de continuer à la protéger, ce qui amène Peter à dire : « Je dois l'avouer Otto. Il y a des domaines dans lesquels tu es meilleur que moi ».
Malgré ses réalisations, Otto se révèle être toujours hanté par l'esprit persistant de Peter Parker, ce dernier, incapable de reprendre le contrôle de son corps, entravant activement les efforts d'Otto pour s'écarter de valeurs de Parker tout en essayant de récupérer son corps. En dépit de l'influence persistante de Parker, le refus de suivre ses valeurs, et à cause de ses propres fiascos, Otto se décide à « rectifier » quelques erreurs : « Peter » s'inscrit de nouveau à l'université, poursuit activement la thèse que Peter lui-même avait contesté dans le passé, et brise la règle de Parker de « ne pas tuer » en prenant une position proactive contre les malfaiteurs et les criminels, par exemple en tirant sur le vilain Massacre, même après que ce dernier semble montrer des signes de reprise de la lésion cérébrale qui motivait ses crimes, et agressant violemment Jester et Screwball pour une insulte relativement mineure.
Ces actions incitent les Vengeurs à confronter « Spider-Man » sur ses activités récentes, en suggérant que leur ami n'aurait jamais agi de cette manière. Quand leur analyse ultérieure confirme que « Spidey » est toujours biologiquement Peter Parker — les scientifiques résidents de l'équipe, étant par ailleurs occupés, sont incapables de faire des analyses plus détaillées, Otto leur explique qu'il fait simplement face à du stress au vu des événements récents ; à cette occasion, la tentative de Parker de griffonner un dessin pour les alerter échoue. Après qu'Otto sauve un enfant de lésions cérébrales à l'aide d'un scanner neurologique, celui-ci révèle qu'il est conscient de la présence de Peter en lui et qu'il a l'intention de procéder à une « Parker-ectomie » pour essayer de l'enlever de son cerveau.
Essayant d'effacer tous les souvenirs de Parker pour détruire complètement sa conscience vivante, Otto réussit à effacer la mémoire de Parker relative au Daily Bugle. Réalisant que Peter ne se rendra pas, Otto engage directement son adversaire dans l'esprit de Spider-Man. Après avoir réduit Peter en charpie, vainquant son esprit avec la connaissance que Peter était prêt à sacrifier une jeune fille pour empêcher Otto de le trouver, celui-ci déclare sa victoire finale, qualifiant Peter comme étant indigne d'être appelé Spider-Man, le vilain étant convaincu qu'il a supprimé tous ses souvenirs. De retour dans le monde réel, Octavius se réjouit d'être libre et d'avoir obtenu la victoire sur Spider-Man.
Mais cet effacement prive aussi Otto de la mémoire de Spider-Man, lui rendant plus difficile de se faire passer pour lui avec certains des amis de Parker (tels que Carlie, Mary Jane, J. Jonah Jameson ou Scarlet Spider) et même Cyclope), qui questionnent l'approche plus brutale de Spider-Man. Bien qu'Otto élabore des ressources plus développées que celles que Peter possédait en tant que Spider-Man, comme la création d'une petite armée de Spider-bots et de « Spiderlings » pour l'aider, il continue à recourir à des méthodes sujettes à caution comme tuer Alistair Smythe, et faire un chantage à Jameson en lui donnant carte blanche à New York tout en menaçant d'exposer le fait qu'il l'« autorisa » à tuer Smythe. Son centre d'attention sur une plus grande échelle le conduit également à manquer les efforts du Bouffon vert à établir un nouvel empire criminel, ce dernier secourant les criminels qui ont échappé à Spider-Man en les recrutant dans son nouveau gang puisqu'Otto ne les suit pas, ce que Spider-Man aurait fait.
Le Superior Spider-Man est ensuite recruté par Luke Cage dans son équipe de Vengeurs composé de Monica Rambeau (sous le nom de code Spectrum), Blue Marvel, Ronin (sous le nom de code Spider Hero), Power Man (en) (Victor Alvarez), Tigre blanc (Ava Ayala), le Faucon, Miss Hulk. Le groupe a été créé afin de protéger New York de l'Ordre Noir de Thanos lorsque les alliés du Titan attaquèrent la Terre (en), après que la principale équipe des Vengeurs eut quitté la planète afin de lutter contre les Constructeurs. Les envahisseurs repoussés, les héros restent unis.
À la suite de la diffusion des brumes tératogènes après l'invasion de la Terre par Thanos, Otto fait en sorte que les Spiderlings aident les équipes d'intervention d'urgence à sauver la population, nettoyer les débris, et réparer des dommages que l'armée avait infligés à la ville dans sa lutte contre Thanos. Le nettoyage fait, Spider-Man possède une escouade de Spiderlings, celle-ci l'accompagnant au quartier général des Mighty Avengers nouvellement formés pour l'aider à forcer Luke Cage et Jessica Jones à lui confier la direction de l'équipe. Mais Luke et Jessica refusent et attaquent Otto et ses Spiderlings, en représailles d'avoir attaqué leur maison et de les avoir menacés. Otto et son escouade vainquent facilement le couple, mais sont contrecarrés par l'intervention intempestive de Miss Hulk. Otto décide finalement que sa candidature à la direction de l'équipe ne vaut pas tous ces efforts, démissionne des Mighty Avengers et renvoie l'escouade Spiderling pour avoir failli.
Son obsession à se prouver supérieur au Spider-Man originel atteint son paroxysme lorsque Spider-Man 2099 arrive à notre époque, se rendant dans le passé pour faire face à une anomalie temporelle, avec Otto devenant si obsédé à résoudre le problème et garder son identité secrète qu'il attaque le futur Spider-Man, plutôt que de lui demander de l'aide. Ses actions aboutissent à la destruction de Horizon Labs quand il ne peut pas résoudre les équations liées au vibranium — que Peter était capable de résoudre. À l'insu d'Otto, les souvenirs de Parker ont réussi à survivre à la suppression mémorielle. Quand Otto tente d'accéder à la mémoire de Spider-Man (car il ne peut pas voir des souvenirs qui ont été examinés avant la suppression), Peter est représenté soulevant les « cailloux » au large de lui-même de la bataille mentale.
L'Homme-sable, le Caméléon, Electro, Mystério, et le Vautour sont ensuite vus comme faisant partie d'une équipe dirigée par le Superior Spider-Man appelée les Superior Six, dont il avait contrôlé temporairement les esprits afin de racheter leurs crimes. Pour ce faire, il les force à faire des actes héroïques contre leur gré, certains d'entre eux étant presque tués par la suite. Chaque fois qu'il finit de les contrôler, il les remet dans leurs cellules de confinement. Les membres du groupe finissent par se libérer du contrôle mental d'Octopus et tentent de se venger sur le Tisseur, étant près à détruire New York pour y arriver. Avec l'aide de Sun Girl (en), Superior Spider-Man est à peine capable de les arrêter.
Lorsque Carlie Cooper trouve des preuves certifiant que l'esprit du Docteur Octopus occupe le corps de Spider-Man, elle pleure Peter sur la tombe du Docteur Octopus. C'est alors que la tombe s'effondre, en la faisant chuter à l’intérieur ; elle découvre que le corps d'Octopus ne s'y trouve pas. Après que Carlie est capturée par Menace, le Roi Bouffon reçoit le journal de Carlie grâce à Menace, y découvrant des éléments qui établissent que l'esprit du Docteur Octopus occupe le corps de Spider-Man.
Dans une tentative de reconstruire sa réputation, le démon Blackout (Lilin) s'en prend au Superior Spider-Man. Il enlève tante May et la retient en otage, exigeant que « Peter » en tant que « concepteur de technologie » de Spider-Man, se rende à lui en échange. Le Superior Spider-Man le traque et les deux se battent. Blackout prend l'avantage et tente de mordre le cou de « Spider-Man ». Malheureusement pour lui, Otto porte un couvre-cou en métal sous son costume, lequel électrocute Blackout. Otto le torture alors, arrachant ses griffes et des dents. À l'agonie, Blackout implore sa pitié, promettant de ne jamais plus menacer quelqu'un que Spider-Man connaît. Otto lui dit de passer le mot, à tous les autres criminels, que « Peter Parker est hors limites », puis expose Blackout à la lumière artificielle, ce qui le brûle gravement.
Après avoir été possédé par le symbiote Venom, Otto reçoit l'aide inattendue de la conscience de Peter Parker, bien qu'Otto ignore toujours que Parker a survécu à leur duel mental. Ce dernier décide de maintenir un profil bas jusqu'à ce qu'Octavius fasse quelque chose qui le forcera à passer à l'action. Peter constate que la suppression mémorielle d'Otto lui a laissé très peu de ses propres souvenirs mais, après avoir compris que ceux qu'il possède encore sont ceux qui le définissent, il promet de ne pas abandonner et de reprendre le contrôle de son corps. Le Superior Spider-Man se retrouve ensuite face à la force totale des Bouffons Clandestins depuis la possession du symbiote Venom, 31 jours plus tôt. Lorsqu'il affronte finalement le Bouffon vert, celui-ci mentionne qu'il est au courant au sujet de l'échange d'esprit du Docteur Octopus avec celui de Spider-Man. Le Bouffon vert fait alors son prochain mouvement en verrouillant ses missiles sur Spider-Island II.
Otto survit au bombardement et s'échappe avec le Cerveau vivant. Il essaie alors de trouver le Bouffon vert. Cependant, avant qu'il puisse le faire, Menace prend son amie Anna Maria Marconi en otage. Pendant ce temps, le Bouffon détruit tous les bâtiments qui signifient quelque chose pour Otto, afin le punir de l'avoir volé de son rêve : tuer Spider-Man[réf. nécessaire] . Otto, piégé à l'intérieur de l'Empire State University (en), trouve son ancien ami Don Lamaze. Pendant la lutte qui suit, Lamaze est touché par une lame destinée à Octavius et meurt dans les bras du Superior Spider-Man. En route pour Alchemax, il est confronté à Spider-man 2099, qui prend le contrôle des araignées tueuses et exige des réponses. Mais avant de les obtenir, le Bouffon vert réactive les Slayers pour tuer les Spiders, affirmant que Norman Osborn, le Bouffon vert, règne maintenant sur New York.
Bien qu'il parvienne à s'échapper, Otto est obligé de se rendre compte qu'il a échoué dans son objectif d'être un Spider-Man « supérieur », lorsque le restauré Peter Parker prend le relais pour sauver un enfant d'un train incontrôlé où Otto a hésité. Il en déduit qu'il est conscient de son infériorité fondamentale, sur-compensant tandis que Peter se tient en arrière, mais que celui-ci agit quand il doit. Otto supprime alors volontairement sa propre conscience, afin que Peter puisse reprendre le contrôle de son corps.
Lorsque les derniers souvenirs d'Octavius s'effacent, la preuve est faite qu'il était vraiment tombé amoureux du personnage secondaire Anna Maria Marconi, à la grande surprise de Peter. Otto dit à celui-ci qu'il est prêt à renoncer à son amour en échange de sa sécurité — quelque chose que seul Peter aurait fait également, le vrai Supérieur Spider-Man — et prie instamment le héros de sauver New York à sa place.

## Pouvoirs, capacités et équipement

### Pouvoirs et capacités
Brillant ingénieur et inventeur, Otto Octavius est un génie dans le domaine de la physique atomique, titulaire notamment d'un doctorat en science nucléaire.
Son expertise dans le domaine des rayonnements ionisants est si exceptionnelle qu'il fut une fois appelé par Red Richards des Quatre Fantastiques à offrir son aide lorsque la Femme invisible (Jane Storm) souffrit de complications au cours de sa deuxième grossesse, en raison du rayonnement cosmique qui avait donné à l'équipe des Fantastiques leurs pouvoirs. C'est aussi un stratège talentueux et un leader charismatique. Avec la mise en place de sa puce, il acquit une force surhumaine et une résistance extrême.
En raison de l'exposition aux radiations atomiques, le Docteur Octopus a acquis la capacité de contrôler ses quatre tentacules artificiels à moteur électrique, qui sont télescopiques, préhensiles, faits d’un alliage d’acier et de titane. Il peut également les manipuler sur de vastes distances, même quand ils ne sont pas connectés à lui, mais ils sont généralement attachés à un harnais en acier inoxydable englobant le bas du torse. Chacun de ces quatre bras est capable de soulever plusieurs tonnes, à condition qu'au moins un des bras soit utilisé pour supporter le corps. Le temps de réaction et l'agilité de ses appendices mécaniques sont améliorés au-delà de l'intervalle accessible à la musculature humaine normale.
Ses bras lui permettent de se déplacer rapidement sur n'importe quel terrain, y compris les surfaces verticales et plafonds. Il a développé sa concentration et le contrôle au point qu'il peut se battre contre un ou plusieurs adversaires avec les bras tout en effectuant une tâche à part entière, plus délicate, comme remuer son café ou construire une machine. En raison de son poids et de son âge, ses adversaires sont souvent attirés vers un faux sentiment de sécurité, seulement pour découvrir face à eux un combattant redoutable. Il a réussi à forcer les adversaires formidables comme Spider-Man, Daredevil ou Captain America à prendre une position défensive dans un combat contre lui.

#### En tant que Spider-Man
Ayant pris sur le corps de Spider-Man, Otto Octavius prend possession de tous les pouvoirs, les capacités, les souvenirs, et de l'équipement du super-héros. Mais il perd l'accès à la mémoire de Spider-Man après avoir apparemment enlevé son ennemi de leur esprit partagé.

### Équipement
Le Docteur Octopus a possédé un total de trois harnais différents au cours de sa carrière : le harnais originel fait d'acier et de titane, un harnais d'adamantium plus puissant, et un harnais de carbonadium avec des tentacules portant un thème de poulpe. Les harnais originel et d'adamantium ont tous deux été détruits dans la mini-série Lethal Foes of Spider-Man.
Son harnais actuel est constitué d'un mélange d'alliage de titane-niobium-acier qui est de poids léger, mais dense dans la composition. Tout en portant le harnais, les bras sont assez puissants pour lui permettre de marcher sur les murs en béton et de se déplacer rapidement. Ils sont également utilisés pour attraper des objets, petits et grands, et littéralement comme des armes en servant d'objets à balancer sur des personnes comme des massues. Les pinces à la fin de chaque tentacule peuvent également être utilisées pour couper et déchirer la chair de ses ennemis. Sa puissance pure en utilisant ces appendices était assez grande pour battre Daredevil, un combattant aguerri avec des sens surhumains, presque à mort.
Le harnais d'adamantium était assez puissant pour à la fois limiter et rouer de coups Hulk jusqu'à la soumission au cours d'une série écrite par Erik Larsen. L'adamantium dans ses tentacules lui permit de défaire Iron Man dans un combat, arrachant l'armure du héros dans une défaite si dure que Tony Stark a commencé à douter sérieusement et à s'interroger sur son problème persistant avec l'alcool qui dimminuait ses capacités. Le harnais est également capable de tenir un petit jetpack lui permettant de voler à des endroits plus rapidement et capables de se soustraire à Spider-Man plus facilement. Docteur Octopus est même capable de tournoyer ses tentacules autour lui pour détourner de petits projectiles comme des balles et se protéger de fumées ou de gaz.
Finalement, son harnais a été enlevé chirurgicalement, mais il était encore capable de contrôler mentalement, même à distance. Ce pouvoir a été d'abord expliqué comme ayant été causé par l'accident initial ; Octopus et ses bras ont été fusionnés aussi bien mentalement que physiquement. En fait, lorsque le faisceau d'origine a été détruit, il a causé à Octave des douleurs atroces. Il a été vu suant et hurlant.[réf. nécessaire] Des histoires ultérieures suggèrent que Octave possédait des pouvoirs télépathiques mineurs qui lui ont donné un lien mental direct avec son harnais. Ces pouvoirs télépathiques ont également été mentionnés pour avoir causé l'anévrisme cérébral de son père au cours de la puberté lorsqu'ils étaient encore en développement. Cependant, les commandes d'origine pour le harnais restent sur la première version, avec Mr Fantastic réussissant à utiliser ces contrôles pour débrancher les tentacules quand il avait besoin de l'aide d'Octavius, mais il est évidemment impossible de les utiliser régulièrement, étant donné les pouvoirs uniques de Reed Richards.
Il a également employé un costume blindé qui lui permet de respirer sous l'eau et conçu pour résister à la pression extrême de l'eau.[réf. nécessaire]
Il a commencé à porter un costume complet en raison d'une maladie invalidante causée par le poids des rudes épreuves qu'il a subies au fil des années, aggravée par le fait que sa capacité à subir des dommages est encore à une échelle humaine, même s'il peut offrir un niveau surhumain lors des combats ; il repose entièrement sur ses bras pour empêcher ses adversaires d'une force surhumaine d'être assez proche pour nuire à sa forme physique relativement inapte avant même sa maladie. Ses armes normales sont liées à sa poitrine, et quatre tentacules supplémentaires ont été ajoutées à son harnais. Il a également développé le contrôle psychokinétique-télépathique sur une armée de « Octobots » (petits drones similaires aux poulpes).

#### En tant que Spider-Man
Voulant réaffirmer son esprit perçu comme supérieur, le Docteur Octopus a bricolé le costume originel de Spider-Man. Il a ajouté un placage en carbonadium sur le cou et le crâne, des griffes sur les mains et les pieds, des chaussures façonnées comme des chaussures jika-tabi, un thème d'araignée légèrement différent, plus imposant sur le dos, et des viseurs améliorés dans son costume avec un affichage tête haute et des capacités de suivi.
Il conserve également l'accès à certains de ses anciens repaires en tant que Docteur Octopus, le couplage inventions Horizon Tech - dérivé avec sa propre marque particulière de technologies.

## Apparitions dans d'autres médias
Sauf indication contraire, les informations mentionnées dans cette section peuvent être confirmées par la base de données cinématographiques IMDb,  présente dans la section « Liens externes ».

### Cinéma
Interprété par Alfred Molina

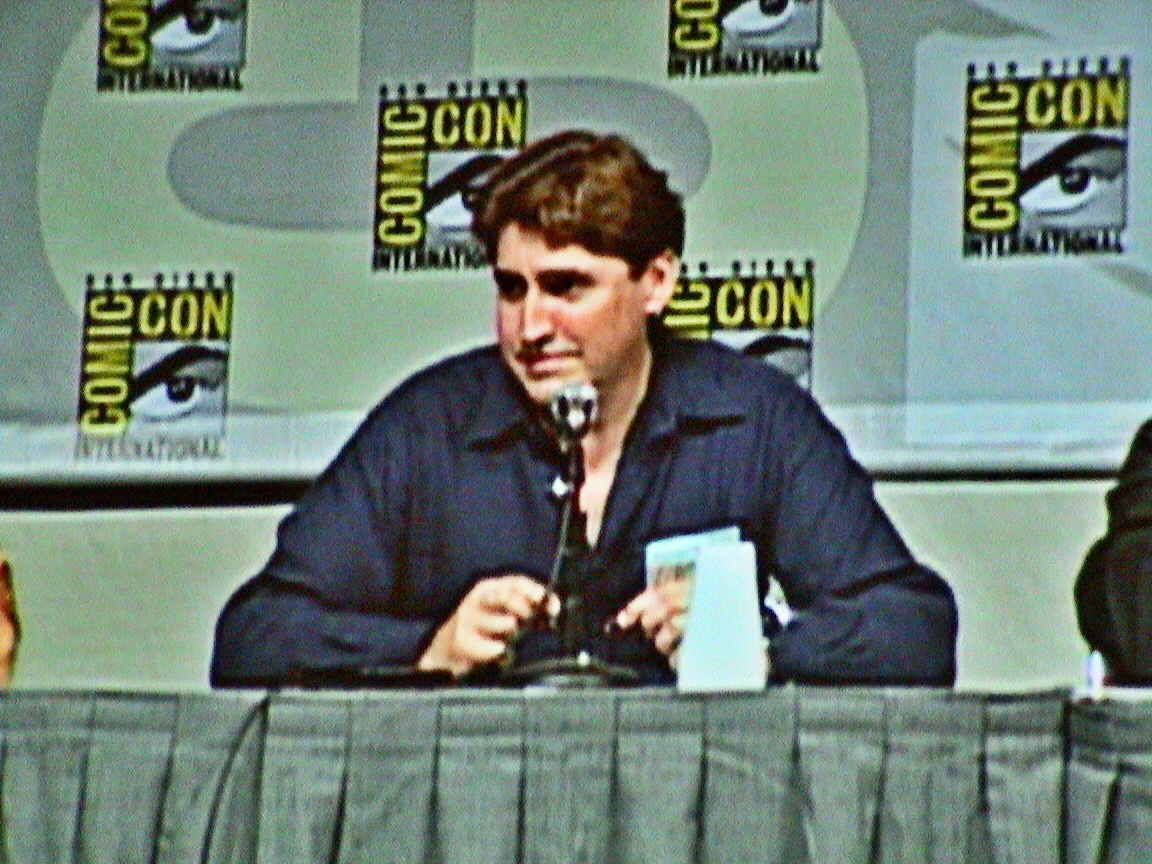
L'acteur Alfred Molina incarne Otto Octavius / Docteur Octopus dans le film Spider-Man 2 (2004).

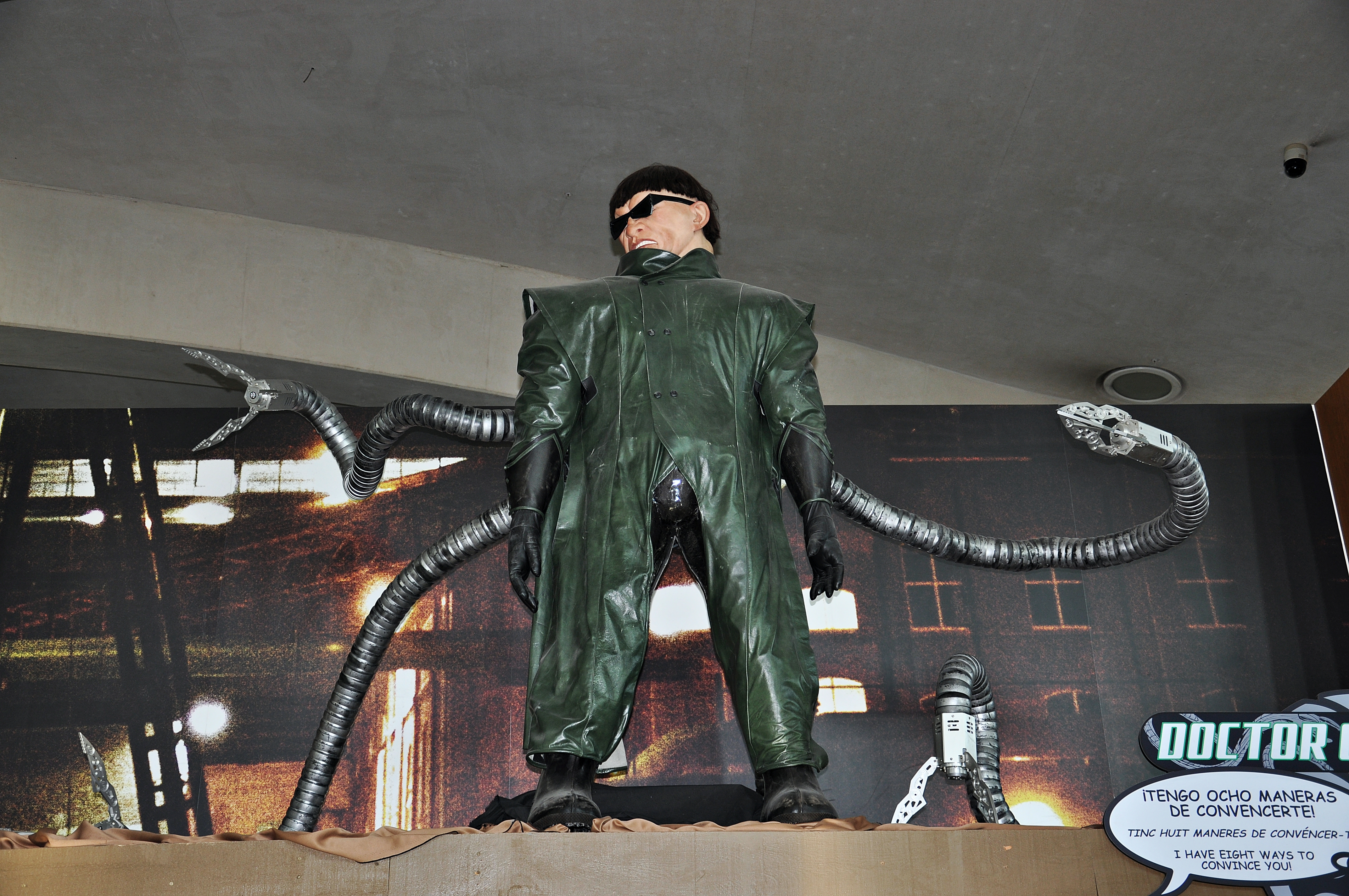
Statuette représentant le Docteur Octopus comme son personnage au cinéma.

- 2004 : Spider-Man 2, réalisé par Sam Raimi
- 2021 : Spider-Man: No Way Home réalisé par Jon Watts

Doublé par Kathryn Hahn
- 2018 : Spider-Man: New Generation, réalisé par Peter Ramsey, Bob Persichetti et Rodney Rothman

### Biographies du personnage au cinéma

#### Spider-Man 2
Dans Spider-Man 2, le Docteur Otto Octavius était un scientifique d'Oscorp faisant des recherches sur une nouvelle source d'énergie, ainsi qu'un collègue et ami du Docteur Curt Connors, un des professeurs de Peter Parker (Spider-Man). Il sympathisera rapidement avec Parker.
Ayant fini par trouver une source similaire à l'énergie du soleil, il organise une conférence pour présenter sa nouvelle invention. Il a également mis au point des bras mécaniques dotés d'intelligence artificielle afin de pouvoir manipuler cette énergie. Mais l'expérience tourne au désastre et Rosie, l'épouse d'Octavius, meurt tandis que ce dernier reçoit une décharge électrique et perd connaissance. La catastrophe est évitée de justesse grâce à l'intervention de Spider-Man.
Revenu à lui, Octopus constate que ses bras mécaniques sont maintenant liés à son corps et apprend avec horreur le décès de son épouse. Perdu, ses bras mécaniques prennent le contrôle sur son esprit et lui incitent de finir ce pourquoi ils ont été créés. Pour cela, Octavius (renommé le « Dr. Octopus » par le Daily Bugle) braque plusieurs banques pour l'équipement nécessaire à son projet. Il croisera Spider-Man sur sa route.
Plus tard, le Dr. Octopus se rend auprès de Harry Osborn, le meilleur ami de Peter, pour que ce dernier lui remette du tritium ; un élément manquant pour son projet que seul Oscorp détient. Harry accepte à condition que le Dr. Octopus lui ramène Spider-Man, qu'il croit responsable de la mort de son père. Sachant que Peter Parker est le seul à avoir réussi à approcher Spider-Man de près (ignorant son identité), il enlèvera Mary-Jane sous ses yeux et lui ordonne de lui amener Spider-Man. À ce moment-là, Peter retrouve ses pouvoirs, qu'il avait perdus, et affronte Octopus sur le toit du métro. Octopus détourne le train vers une voie en construction, obligeant Spider-Man à se servir de toutes ses forces pour arrêter le train avant qu'il ne chute. Son ennemi épuisé, Octopus récupère l'homme-araignée et le livre à Harry qui lui remet le Tritium.
Alors qu'il allait achever son invention, il est une nouvelle fois confronté à Spider-Man qui parvient à réveiller la conscience d'Otto Octavius et à le convaincre d'arrêter son expérience au risque de détruire New-York. Otto reprend le contrôle sur ses bras mécaniques et se sacrifie en noyant la source d'énergie dans le fleuve.

#### Spider-Man: New Generation
Dans le film d'animation Spider-Man: New Generation, le Docteur Octopus est incarné par une femme du nom de Olivia Octavius.
Olivia Octavius est une scientifique d'Alchemax ainsi que la conseillère scientifique de Wilson Fisk, alias le Caïd. C'est elle qui a construit le portail inter-dimensionnel pour le Caïd en espérant que cela ferait d'elle une scientifique de renommée mondiale. Elle s'oppose à Miles Morales et à Peter B. Parker qui veulent empêcher le Caïd d'atteindre son but.

#### Spider-Man: No Way Home
À la suite du sort raté du Docteur Strange visant à faire oublier au monde que Peter Parker est Spider Man, le Docteur Octopus issu de la trilogie de Sam Raimi débarque dans l'univers du MCU.
Il affronte Spider Man sur le pont Alexander Hamilton pour le forcer à lui restituer sa machine à créer la fusion mais il se rend compte qu'il n'a pas affaire au même Peter Parker, et est finalement vaincu par celui-ci qui parvient à prendre le contrôle de ses tentacules grâce à la nanotechnologie. Enfermé dans la crypte du Docteur Strange aux côtés d'autres méchants échappés d'univers parallèles, il apprend son sort funeste héroïque et se voit proposer par ce Peter la possibilité d'être "réparé" ; le héros pensant que cela lui évitera la fatalité de mourir, une fois qu'il sera ramené dans son monde.
Ils sont emmenés à l'appartement de Happy Hogan, où Peter Parker et Norman Osborn parviennent à reconstruire la puce qui permettait jadis à Octavius de contrôler ses tentacules. Lorsque la personnalité du Bouffon Vert reprend le dessus sur Norman, il convainc les autres de ne pas avoir peur de leurs différences et à se retourner contre Spider Man. S'y refusant, Octopus est attaqué par Electro et prend la fuite.
Il réapparaît lors du combat final sur la statue de la Liberté, où son aide permet de neutraliser Electro et de sauver les trois Spider-Men désormais engagés dans la bataille. C'est d'ailleurs l'occasion pour lui de partager un moment de retrouvailles avec le Peter de son monde d'origine. Attaqué par le Bouffon Vert qui lui coupe l'un de ses tentacules, Doc Ock est finalement renvoyé dans sa dimension lorsque le Docteur Strange formule un nouveau sortilège pour réparer les dommages causés par le précédent.

### Télévision
- 1967-1970 : L'Araignée (série d'animation)
- 1994-1998 : Spider-Man, l'homme-araignée (série d'animation)
- 2008-2009 : Spectacular Spider-Man (série d'animation)
- 2012-2017 : Ultimate Spider-Man (série d'animation)
- 2017-2020 : Marvel Spider-Man (série d'animation)
- 2025 : Votre fidèle serviteur Spider-Man (Your Friendly Neighborhood Spider-Man) (série d'animation)

### Jeux vidéo
- 1990 : The Amazing Spider-Man
- 1990 : The Amazing Spider-Man vs. The Kingpin
- 1992 : Spider-Man: Return of the Sinister Six
- 1995 : Spider-Man: The Animated Series
- 2000 : Spider-Man
- 2001 : Spider-Man 2: The Sinister Six
- 2001 : Spider-Man 2 : La Revanche d'Electro (caméo)
- 2004 : Spider-Man 2: The Movie
- 2007 : Spider-Man : Allié ou Ennemi
- 2010 : Spider-Man : Dimensions
- 2018 : Marvel's Spider-Man
- 2020 : Marvel's Spider-Man: Miles Morales
- 2023 : Marvel's Spider-Man 2

### Autres apparitions
- Dans le film The Amazing Spider-Man : Le Destin d'un héros (2014), lorsque Gustav Fiers entre dans la salle des projets secrets, on peut y découvrir les bras mécaniques du Docteur Octopus, en compagnie des ailes du Vautour et de l'armure du Rhino.